# Praomys
Praomys (Праоміс) — рід гризунів родини Мишевих.

## Опис тварин
Особливістю цих гризунів є м'яке хутро, яке може бути коротким або довгим залежно від виду. Його колір варіюється від жовтого вгорі через червоно-коричневе до сірого, низ білий, жовтий або світло-сірий. Тіло струнке, голова загострена, вуха великі й округлі. Тварини досягають довжини тіла 9-14 сантиметрів, хвіст від 11 до 17 сантиметрів, а вага 21-57 грамів.

## Проживання
Знаходяться в Африці на південь від Сахари, їх діапазон поширення простирається від Сенегалу та півдня Судану до Анголи і Малаві. Їх місце існування переважно вологі ліси.

## Поведінка
Ці тварини ведуть нічний спосіб життя і залишатися, принаймні тимчасово на деревах. Вони будують гнізда на деревах або з листя на землі, деякі види риють нори. Вони всеїдні, харчуються фруктами, насінням і зеленими частинами рослин, але також комахами.